# Запис кестен код школе (Варош)
Запис кестен код школе (Варош) се налази на парцели чији је власник Општина Ражањ.

## Локација
| Општина             | Ражањ                                                                       |
| Катастарска општина | Варош                                                                       |
| Потес               | Село                                                                        |
| Координате          | 43° 41′ 02″ С; 21° 33′ 30″ И / 43.683999999999997° С; 21.558199999999999° И |
| Надморска висина    | 278m                                                                        |

## Карактеристике
Дендрометријске вредности утврђене на терену и сателитским снимцима:
| Стабло                     | Кестен |
| Висина стабла              | m      |
| Обим дебла                 | m      |
| Пречник крошње             | 7m     |
| Пречник дебла              | m      |
| Висина дебла до прве гране | m      |

## База записа
Запис је у оквиру Викимедија пројекта "Запис - Свето дрво" заведен под редним бројем 0940.